# Mademoiselle Kiki und das Leben in Montparnasse
Mademoiselle Kiki und das Leben in Montparnasse ist ein französischer animierter Kurzfilm von Amélie Harrault aus dem Jahr 2013.

## Handlung
Alice Prin, genannt Kiki de Montparnasse, erzählt ihre Lebensgeschichte. Sie wächst als eines von sechs vaterlosen Geschwistern bei ihrer Großmutter im Burgund auf, da die Mutter nach Paris ging. Alice besucht kurz die Schule und geht anschließend ebenfalls nach Paris, wo sie als Buchbinderin arbeitet. Diese und auch andere Arbeitsstellen hat sie nur kurz inne; als ihre Mutter sie schließlich beim Modellstehen für Aktzeichner erwischt, wirft sie sie aus der Wohnung. Alice ist nun frei und verbringt ihre Zeit in den Bars von Paris. Im Café de la Rotonde schafft sie es mit Hut und selbstgenähtem Spitzenkragen in den großen Saal, wo die Damen der Gesellschaft sich amüsieren. Sie zeichnet für Drinks und kommt schon bald mit der Künstlergesellschaft der Stadt in Berührung. Maurice Utrillo zeichnet Kiki, sie lernt Amedeo Modigliani kennen, steht Modell für Moise Kisling und Tsuguharu Foujita und wird schließlich eine Muse von Man Ray. Er begeistert sie für das Schauspiel und sie geht nach New York, kehrt jedoch bald nach Paris zurück, da sie lieber Filme sieht als in ihnen zu spielen.
Verleger Henri Broca wird ihr Liebhaber und später Lebensgefährte. In seiner Zeitschrift Paris-Montparnasse veröffentlicht er die ersten Kapitel der Biografie der „Königin von Montparnasse“, die schließlich unter dem Titel Kiki souvenirs erscheint. Ernest Hemingway schreibt das Vorwort, auch wenn das Buch in den USA verboten wird. Die Zeiten ändern sich jedoch, Brocas Zeitschrift wird eingestellt und der Verleger krank. Später sieht man Kiki allein, sie legt eine Schallplatte mit einem ihrer Titel aus der längst vergangenen Hochzeit des Montparnasse auf und legt sich auf ihr Bett.

## Produktion

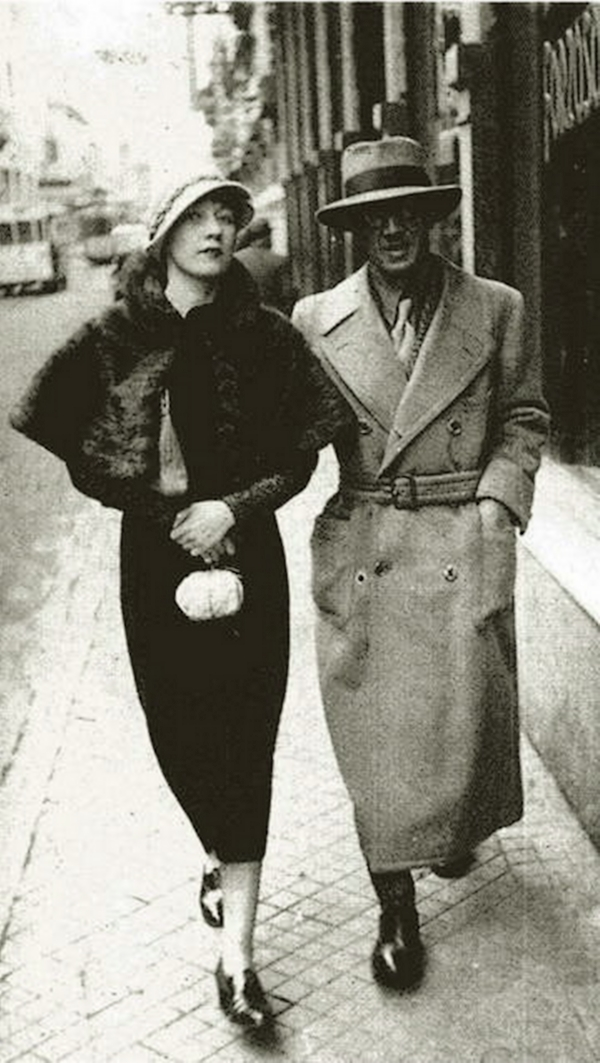
Kiki de Montparnasse und Tsuguharu Foujita 1926 in Paris

Harrault plante ursprünglich, Mademoiselle Kiki und das Leben in Montparnasse als Abschlussfilm ihres Animationsfilmstudiums an der École des métiers du cinéma d’animation in Angoulême zu produzieren. Die Idee zum Film kam ihr, nachdem sie eine betagte Frau kennengelernt hatte, die früher Model war und Anekdoten aus dieser Zeit erzählte. Harrault entdeckte zudem die Biografien von Kiki de Montparnasse und entschloss sich, Kikis Leben darzustellen. Die Umsetzung nahm jedoch mehrere Jahre in Anspruch, sodass der Film erst nach Ende ihres Studiums fertiggestellt war. 
Kiki de Montparnasse wird im Original von Marie-Christine Orry gesprochen. Orry sprach ihren Part an einem Tag chronologisch ein. Ihre mit der Dauer brüchiger werdende Stimme korrespondierte dabei mit Kikis zunehmendem Alter.
Mademoiselle Kiki und das Leben in Montparnasse erlebte am 2. Februar 2013 auf dem Festival du Court-Métrage de Clermont-Ferrand seine Premiere. ARTE zeigte den Kurzfilm am 12. Juni 2014 im Rahmen der Sendung Kurzschluss erstmals im deutschen Fernsehen.

## Auszeichnungen
Mademoiselle Kiki und das Leben in Montparnasse war 2013 für einen Cristal d’Annecy des Festival d’Animation Annecy nominiert. Der Film erhielt 2013 eine Nominierung für den Animationsfilmpreis Hölzerner Wolf des Tallinn Black Nights Film Festival und erhielt den Preis für den besten Animationsfilm und den Publikumspreis des Festival Internacional de Animación de Córdoba. Der Film gewann 2014 den César in der Kategorie Bester animierter Kurzfilm.